# Provincia de Chañaral
Provincia de Chañaral är en provins i Chile.   Den ligger i regionen Región de Atacama, i den norra delen av landet, 800 km norr om huvudstaden Santiago de Chile. Antalet invånare är 28 874. Arean är 24 436 kvadratkilometer.
Terrängen i Provincia de Chañaral är mycket bergig.
Provincia de Chañaral delas in i:
- Chañaral
- Diego de Almagro

Trakten runt Provincia de Chañaral är ofruktbar med lite eller ingen växtlighet. Trakten runt Provincia de Chañaral är nära nog obefolkad, med mindre än två invånare per kvadratkilometer.